# Arambi Ibragimowitsch Jemisch
Arambi Ibragimowitsch Jemisch (russisch Арамбий Ибрагимович Емиж; * 9. Februar 1953 in Assokolay, Adygeja) ist ein ehemaliger russischer Judoka. Er gewann 1980 eine olympische Bronzemedaille. 

## Karriere
Der 1,65 m große Jemisch begann mit Sambo. In dieser Sportart gewann er 1974 den sowjetischen Meistertitel und den Europameistertitel, jeweils im Extraleichtgewicht. Mit der internationalen Einführung der Gewichtsklasse bis 60 Kilogramm im Judosport im Jahr 1977 hatte Jemisch auch hier eine Perspektive. 1978 wurde er sowjetischer Meister im Judo. 1979 gewann er bei den Europameisterschaften in Brüssel eine Bronzemedaille. Auch beim vorolympischen Turnier in Moskau, das 1979 im Rahmen der Spartakiade ausgetragen wurde, belegte Jemisch den dritten Platz. Im Oktober 1979 gewann er mit der sowjetischen Mannschaft den Titel bei den Team-Europameisterschaften. Bei den Weltmeisterschaften 1979 in Paris belegte er den fünften Platz.
Obwohl Jemisch bei den sowjetischen Meisterschaften 1980 nur den zweiten Platz belegt hatte, vertrat er die Sowjetunion bei den Olympischen Spielen 1980 in Moskau. Mit Siegen über den Österreicher Josef Reiter, den Algerier Ahmed Moussa und den Mongolen Dordsch Janjmaa erreichte Jemisch das Halbfinale. Dort unterlag er dem Franzosen Thierry Rey. Im Kampf um eine Bronzemedaille bezwang Jemisch per Ippon Pavel Petřikov aus der Tschechoslowakei. Ende 1980 belegte Jemisch mit der sowjetischen Mannschaft hinter den Franzosen den zweiten Platz bei der Team-Europameisterschaft.